# Stephen Malcolm
ÂStephen Malcolm (1970. május 2. – 2001. január 28.) korábbi jamaicai válogatott labdarúgó.
Pályafutása során a Seba United együttesében játszott.
Az 1998-as labdarúgó-világbajnokságon, tagja volt hazája válogatottjának, ami Jamaica történetében az első világbajnoki részvétel volt. A Reggae fiúk között 1995-ben mutatkozott be és 68 válogatottság alkalmával 3-szor volt eredményes.
Malcolm autóbalesetben hunyt el 2001. január 28-án, néhány órával azután, hogy barátságos mérkőzésen pályára lépett Bulgária ellen Kingstonban. Úton volt Montego Bay felé csapattársával Theodore Whitmore-ral, amikor az autó felborult. Whitmore megsérült a balesetben, de teljesen felépült.